# Dominique Blanc
Dominique Blanc, (Lyon, 25 de abril de 1956) é uma atriz francesa.

## Vida e carreira
Ela foi treinada na escola francesa de teatro, Cours Florent.
Uma das atrizes francesas mais aclamadas pela crítica, Blanc ganhou quatro prêmios César. Um de Melhor Atriz em 2000 por Stand-by  [fr] e três de Melhor Atriz Coadjuvante: em 1990 para May Fools (Milou en mai), em 1992 para Indochine e em 1998 para Aqueles que me amam podem pegar o trem ( Quem me ama vai pegar o trem ) e já foi indicado mais quatro vezes. Em 6 de setembro de 2008, ela ganhou a Copa Volpi de Melhor Atriz no 65º Festival de Cinema de Veneza.

## Filmografia (parcial)[1]
- A Rainha Margot
- Milou en Mai
- C´est le bouquet
- La Plus Précieuse des marchandises